# Église franciscaine de Pula
L'église franciscaine de Pula est une église catholique située à Pula en Istrie.

## Historique et architecture
Construite en 1314 par l'ordre franciscain, cette église romane est ornée d'un « portail décoré de motifs floraux ». L'intérieur présente les caractéristiques de l'architecture gothique, trait particulier aux ordres mendiants ayant fait vœu de pauvreté et d'humilité.
À côté de l'église se situe le cloître.

## Œuvres
L'intérieur de l'église conserve un polyptyque de qualité.

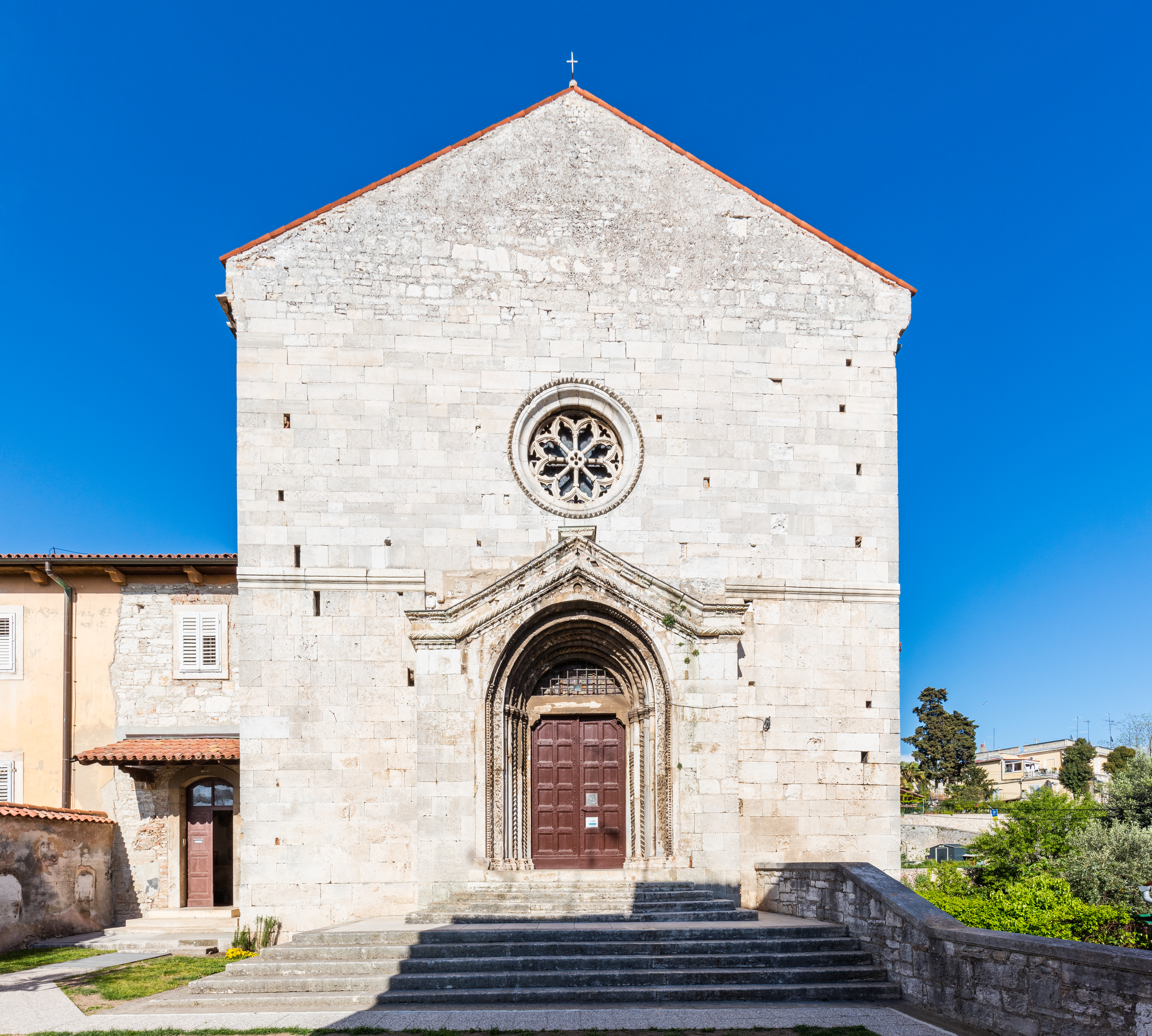
Entrée de l'église
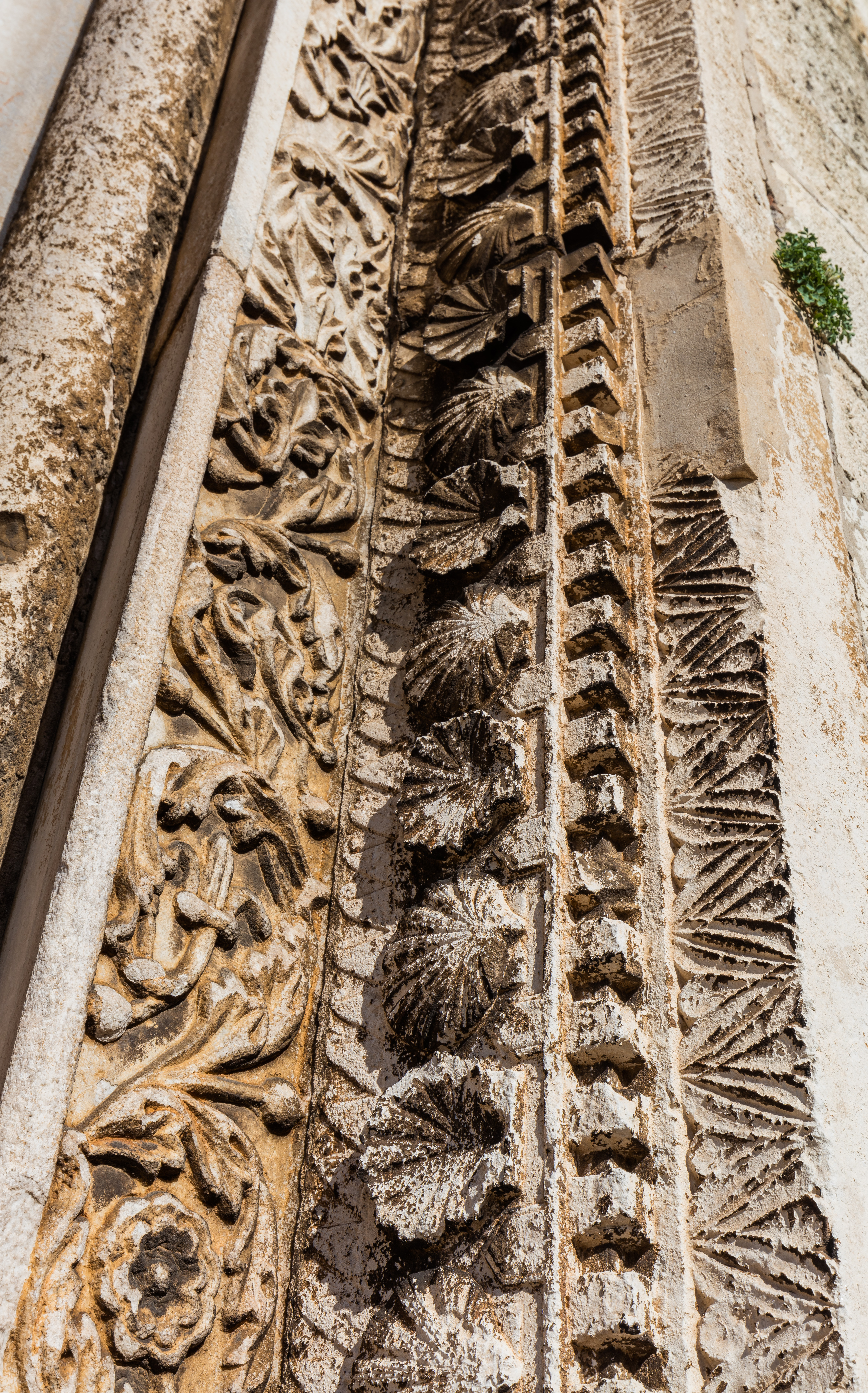
Détail de l'entrée
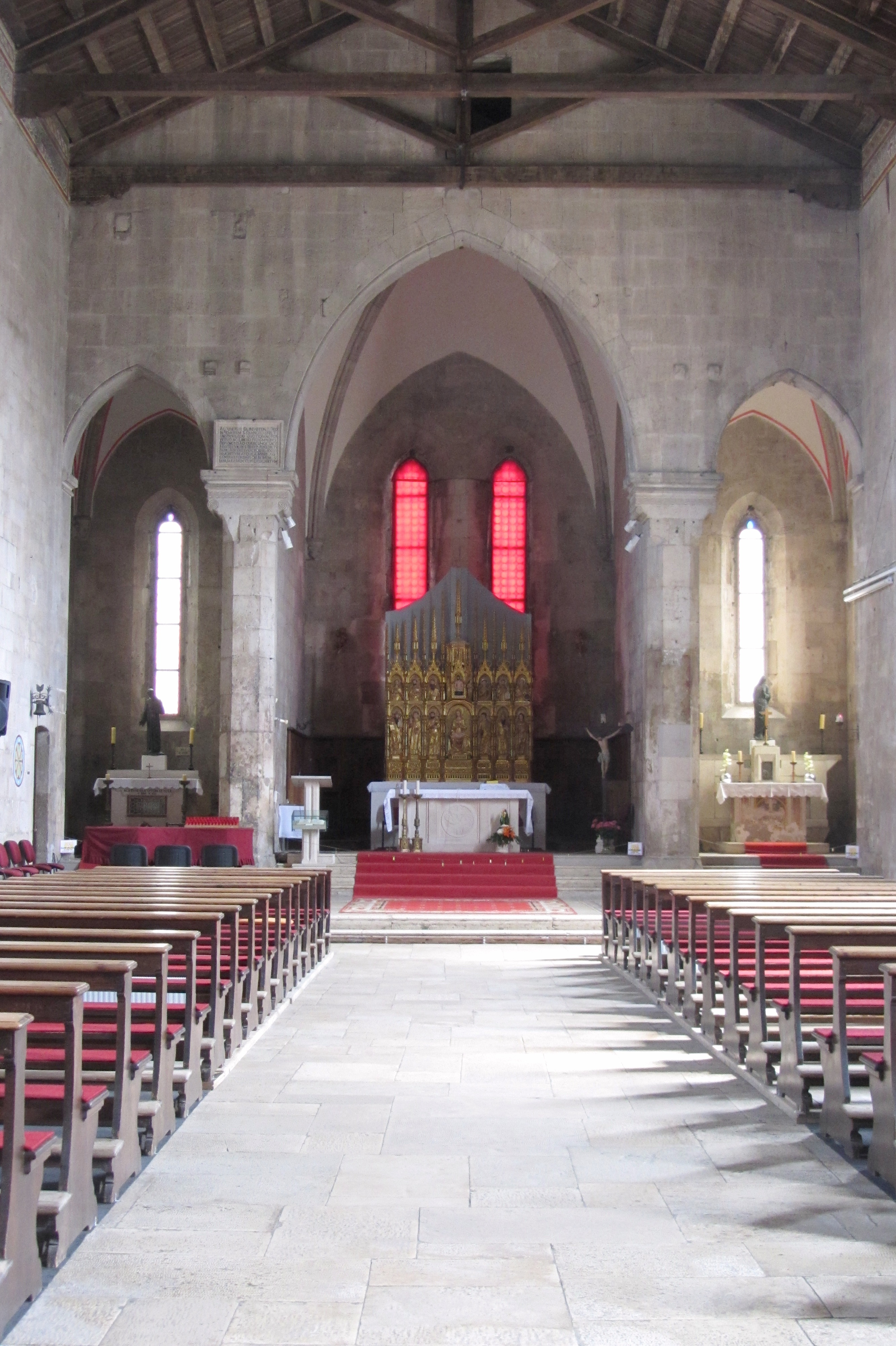
Intérieur de l'église
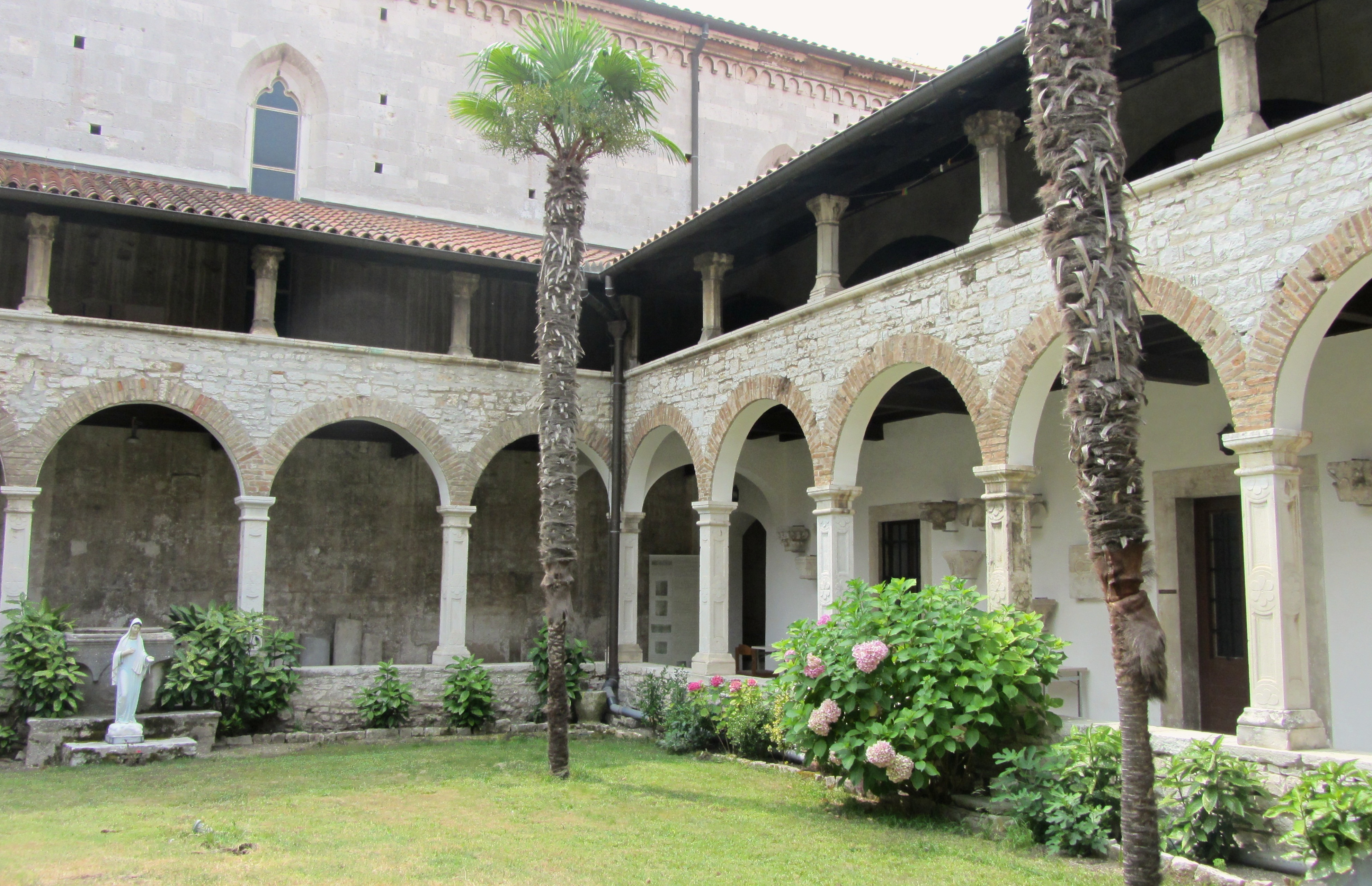
Cloître
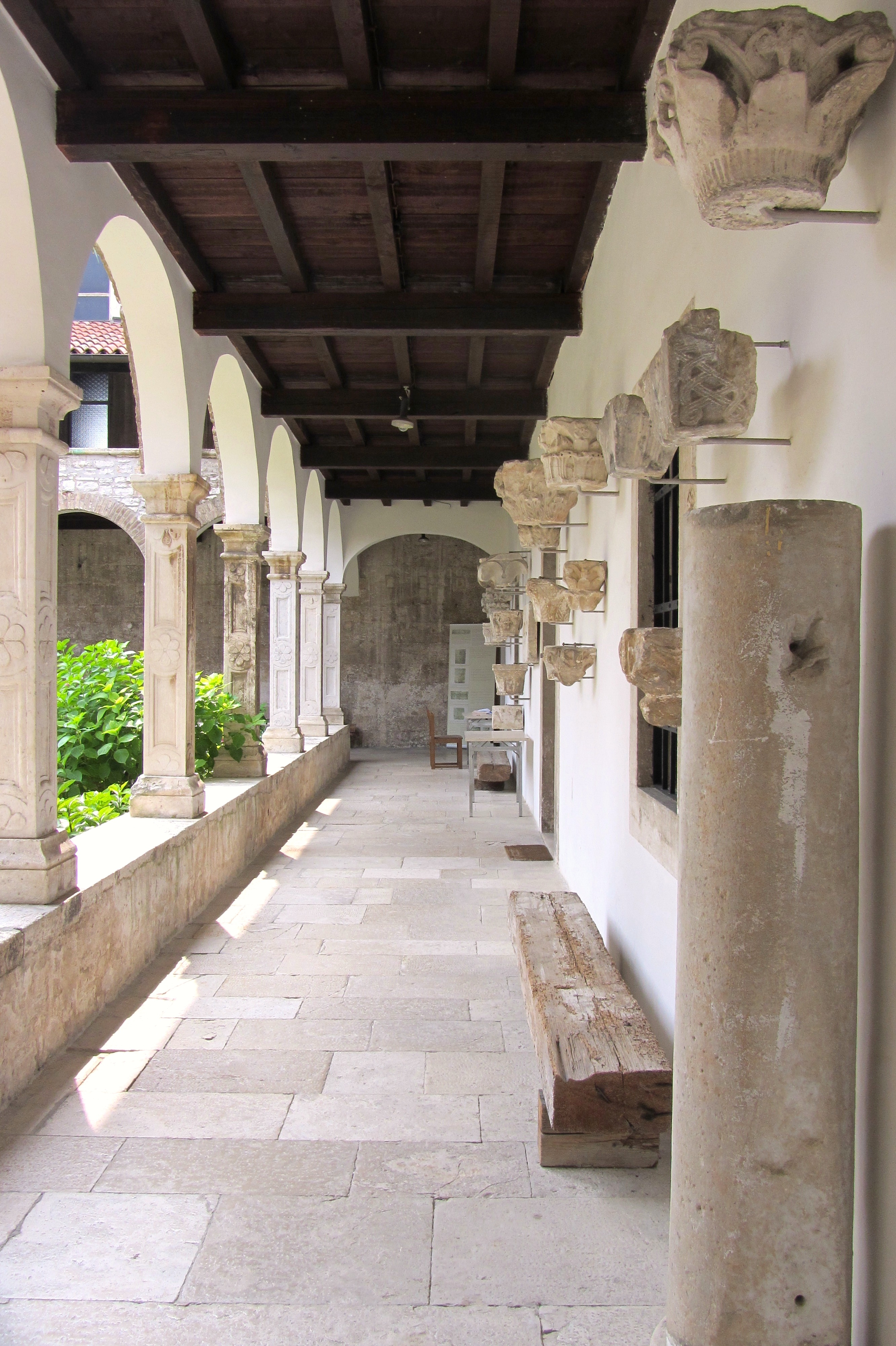
Cloître
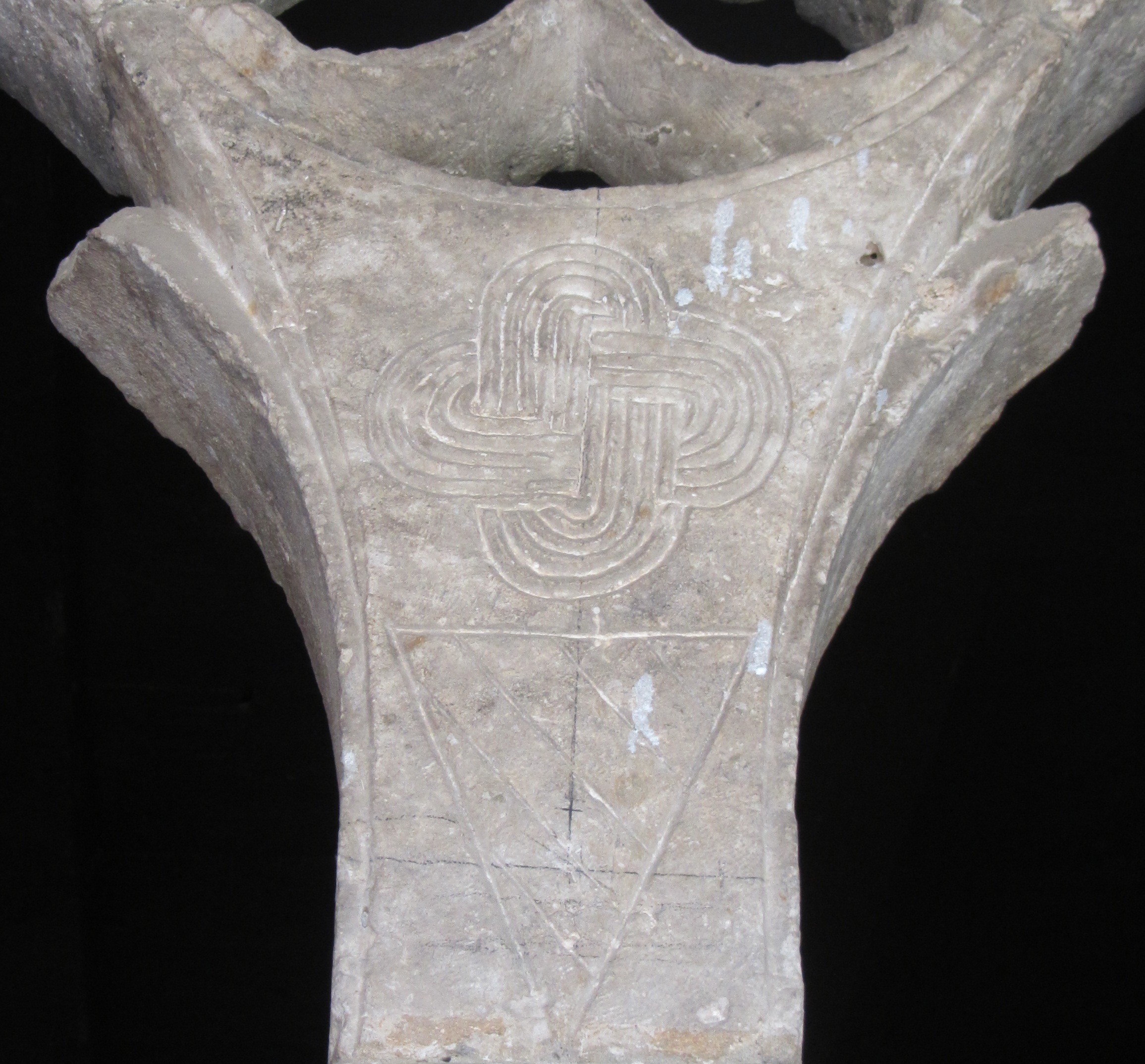
Détail du cloître